# De Garre (Brugge)
De Garre is een van de smalste straten in Brugge, gelegen in het hart van de historische stad.

## Beschrijving
'Garre' betekent in het West-Vlaams een smalle opening of spleet.
Straat en zelfs straatje zijn een wat overdreven naam voor wat slechts een smalle gang is, een steegje of eigenlijk een slop. Het valt weinig op, vanwege zijn ligging tussen twee winkelpanden in de Breidelstraat en het kan worden afgesloten door middel van een ijzeren hek.
Toch is het bekend bij Bruggelingen en toeristen vanwege de locatie en de aanwezigheid van een bruin café. Het is een zijstraatje van de Breidelstraat, die de Markt met de Burg verbindt.
De Garre heette in de 16e eeuw het "Zuidzeepstraatje", naar een zeepfabriekje dat er gevestigd was. Rond 1800 kwam de naam De Garre in gebruik. In 1884 gaf het stadsbestuur er de officiële naam "Zeepstraat" aan. In de volksmond bleef het echter "De Garre", wat uiteindelijk ook in 1936 als officiële naam werd aangenomen.
Eigenlijk noemden de Bruggelingen het - en nog steeds - De Garre van Koneei (door sommigen geschreven als Cornée of Kornee). Dit verwees naar de buurman, bakker Corné (of Edouard Corneille), die het straatje zowat als zijn bezit beschouwde en zorgde voor het hek waarmee hij het 's avonds afsloot, om de toegang voor wildplassers te verhinderen. Het straatje had immers nogal een reputatie op dat vlak. Een volksversje hieromtrent is aan vele Bruggelingen nog altijd bekend en luidt:
Sissen stond te pissen
in de Garre van Koneei,
d'er kwamen twee agenten
en ze pakten Sissen mee.
Sissen zei: 'k hen nog nie gedoan
en ze lieten hem do stoan.
Oorspronkelijk was het een brandstraatje waarlangs men een verbinding zocht met de Reie, om bij brand het nodige bluswater te kunnen aanvoeren. In de steeg stond een publieke waterpomp, die voor enige overlast zorgde, omdat de omwonenden daar op- en afdraafden om water te komen halen.